# 상호크두피쿠

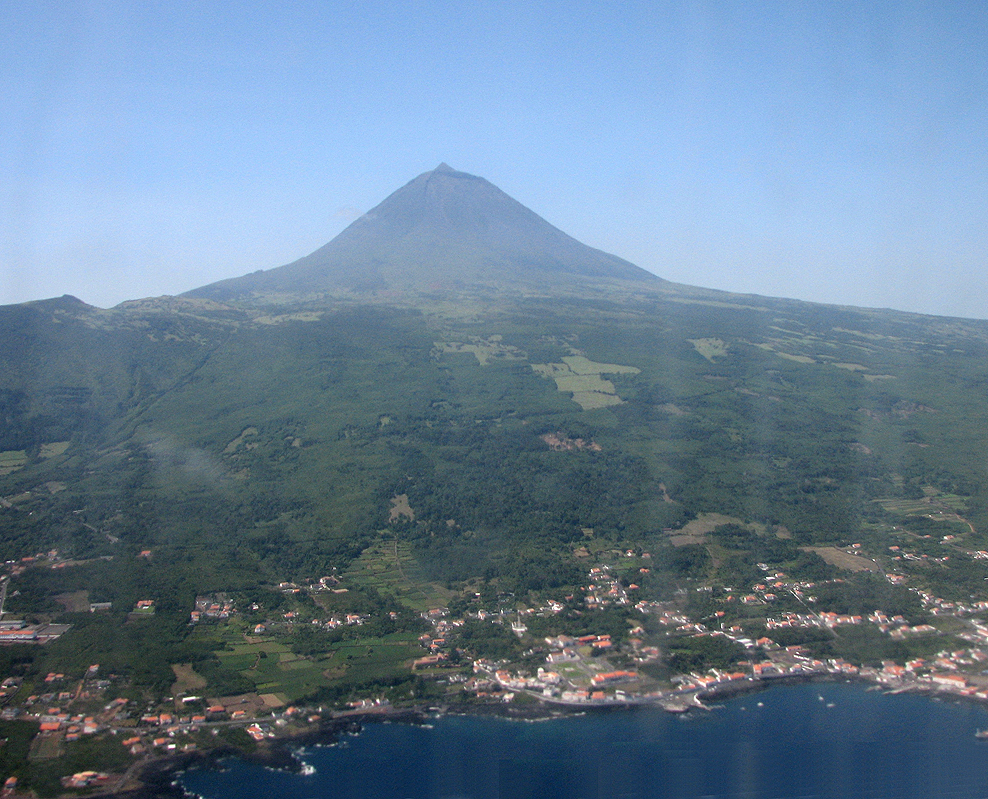
상호크두피쿠

상호크두피쿠(포르투갈어: São Roque do Pico)는 포르투갈 아소르스 제도의 섬 중 하나인 피쿠섬의 주요 도시이다. 면적은 142.36km2, 인구는 2011년 기준으로 3,388명이다.